# Lira

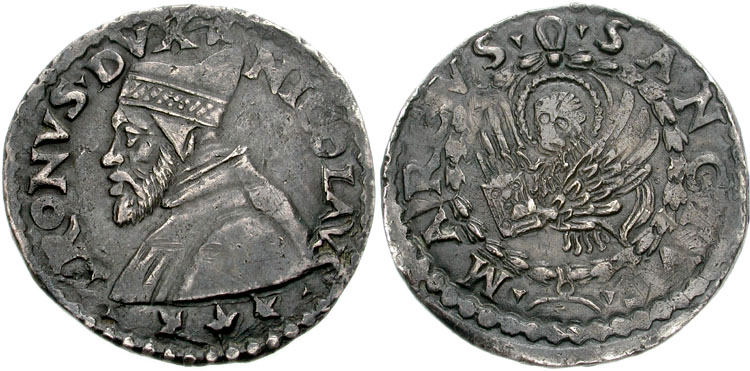
Lira Tron (1472)

Lira ₤ là tên của một số đơn vị tiền tệ ở các nước. Hiện nay Lira là tên địa phương của các loại tiền tệ của Liban và Syria, còn Thổ Nhĩ Kỳ đang dùng Lira Thổ Nhĩ Kỳ.
Lira là tiền tệ cũ của Italia, Malta, San Marino và Thành phố Vatican, tất cả đều được thay thế vào năm 2002 bằng euro. Còn Israel đã thay thế nó bằng shekel cũ vào năm 1980.
Thuật ngữ Lira bắt nguồn từ giá trị của troy pound (tiếng Latin: libra) của bạc có độ tinh khiết cao. Libra là cơ sở của hệ thống tiền tệ của Đế chế La Mã. Khi châu Âu nối lại một hệ thống tiền tệ, trong Đế chế Carolingian, hệ thống La Mã đã được thông qua, gọi là £sd (librae, solidi, denarii).
Đặc biệt hệ thống này được lưu giữ trong Thời trung cổ và thời hiện đại ở Anh, Pháp và Italia. Ở mỗi quốc gia này,  libra  đã được dịch sang ngôn ngữ địa phương: pound ở Anh, livre ở Pháp, lira ở Italia. Lira Venezia là một trong những loại tiền được sử dụng ở Italia và do sức mạnh kinh tế của Cộng hòa Venezia, một loại tiền tệ phổ biến trong thương mại Đông Địa Trung Hải.
Trong thế kỷ 19, Ai Cập và Đế chế Ottoman đã sử dụng lira làm tiền tệ quốc gia, tương đương với 100 piaster hoặc kuruş. Khi Đế quốc Ottoman sụp đổ vào những năm 1918–1922, nhiều nước trong số các quốc gia kế nhiệm đã giữ đồng lira làm tiền tệ quốc gia. Ở một số quốc gia, chẳng hạn như Síp, thuộc về cả Đế quốc Ottoman và Đế quốc Anh, các từ lira và poundđược sử dụng thay thế lẫn nhau.
| Bảng Unicode Biểu tượng tiền tệ Official Unicode Consortium code chart: Currency Symbols Version 13.0 |   |   |   |   |   |   |   |   |   |   |   |   |   |   |   |   |
| | 0 | 1 | 2 | 3 | 4 | 5 | 6 | 7 | 8 | 9 | A | B | C | D | E | F |
| U+20Ax                                                                                                | ₠ | ₡ | ₢ | ₣ | ₤ | ₥ | ₦ | ₧ | ₨ | ₩ | ₪ | ₫ | € | ₭ | ₮ | ₯ |
| U+20Bx                                                                                                | ₰ | ₱ | ₲ | ₳ | ₴ | ₵ | ₶ | ₷ | ₸ | ₹ | ₺ | ₻ | ₼ | ₽ | ₾ | ₿ |
| U+20Cx                                                                                                |   |   |   |   |   |   |   |   |   |   |   |   |   |   |   |   |